# Alma en Fuego
Alma en Fuego es el segundo álbum de estudio de la banda mexicana de ska Inspector, lanzado en 2001 a través del sello MxM. En poco tiempo el disco comenzó a sonar en varias estaciones de radio del país y a posicionarse en el gusto del público. Pero no fue sino hasta 2002, después de que Universal Music relanzó el disco, que se convirtió en un fenómeno dentro de la escena musical mexicana, logrando así discos de oro y platino por sus altas ventas.
La canción «Amnesia» cuenta con la participación de Rubén Albarrán y Roco Pachukote, vocalistas de Café Tacvba y Maldita Vecindad respectivamente.

## Lista de canciones
| N.º | Título                                          | Duración |  |
| 1.  | «Amnesia» (con Rubén Albarrán y Roco Pachukote) | 4:02     |  |
| 2.  | «Como un Sol»                                   | 4:18     |  |
| 3.  | «Amargo adiós» (Versión Ska)                    | 3:49     |  |
| 4.  | «El Relato»                                     | 3:34     |  |
| 5.  | «Las Tijeras»                                   | 4:06     |  |
| 6.  | «Cara de Chango»                                | 3:15     |  |
| 7.  | «Por Una Mujer»                                 | 3:37     |  |
| 8.  | «Rudeboy Stomper»                               | 3:18     |  |
| 9.  | «Puedo Apostar»                                 | 3:36     |  |
| 10. | «Sombras en el Frío»                            | 2:34     |  |
| 11. | «Amargo Adiós» (Versión Tequila)                | 3:50     |  |
| 12. | «Sin Rencor»                                    | 3:53     |  |
| 13. | «Aguante»                                       | 2:56     |  |